# Diecezja Linzu
Diecezja Linzu – diecezja Kościoła rzymskokatolickiego w północnej Austrii, w metropolii wiedeńskiej, położona na terenie kraju związkowego Górna Austria. Została erygowana w 1785 roku. Patronami diecezji są święty Florian (który wspólnie ze św. Leopoldem patronuje też landowi Górna Austria) oraz św. Seweryn z Noricum.

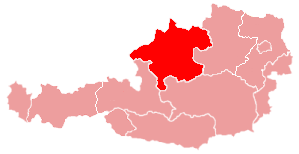
Diecezja na mapie administracyjnej Kościoła w Austrii